# ダイハツ・EF型エンジン
ダイハツ・EF型エンジンは、ダイハツ工業が生産していた軽自動車用ガソリンエンジンの一つである。
550 cc版のダイハツ・EB型エンジン及び1,000 cc版のダイハツ・EJ型エンジン等と共に、ダイハツ・E系列エンジン（英語版）を構成するエンジンでもある。

## 概要
1990年（平成2年）1月の軽自動車の規格改正に伴い、同年3月にモデルチェンジしたミラ（L200型）に搭載されてデビュー。基本仕様は水冷直列3気筒、内径68.0 mm×行程60.5 mm、総排気量659 cc。
旧660 cc規格時代から現行規格まで、ダイハツ製軽自動車の主力エンジンとして多くの車種に搭載されたが、後継となるKF型エンジンが2005年（平成17年）にエッセに搭載されて登場し、新車種の発売、既存車種のフルモデルチェンジ・マイナーチェンジの都度KF型へ順次切替えられている。
2014年（平成26年）7月時点において、マレーシア向けのプロドゥア・ビバ用EF-VE型DOHCエンジンの1種類のみが製造されていたが、同年9月にビバの後継車種となるアジアに取って代わられた事により、自動車向けエンジンとしてのEF型は名実ともに消滅した。
ただし、産業用エンジンとしてEF-SE型及びEF-VE型の直立・傾斜配置エンジン系4種の生産が2015年（平成27年）末まで継続生産されており、補給用ASSY部品としての製造・保有期間は当該エンジンの生産終了から最低8年間は継続されていたため、国内で当該エンジン自体の製造が2023年（令和5年）末を以て名実ともに終了した。
ダイハツには他の660 ccエンジンとして、1994年（平成6年）に登場した水冷直列4気筒のJB型エンジンがあるが、こちらも2012年（平成24年）8月でコペンと共に生産終了となった。
EF型は1985年（昭和60年）に登場した水冷直列3気筒550 ccのEB型をベースとし、ボアアップしている。エンジン形式が同一でもミラ、ムーヴに搭載される横置きのものと、アトレー、ハイゼットに搭載される縦置きのものとでは、エンジンマウントの位置、クラッチベルハウジングやトランスミッションケースの形状が異なるため、互換性はない。ボンネットが搭載位置となる横置き用はシリンダーブロックが直立であるのに対し、キャブオーバー・ジ・エンジン（アンダーフロア）となるアトレー、ハイゼット用は、28度傾斜して搭載される為、ウォーターラインの仕様なども異なる。
当初はSOHC6バルブとSOHC12バルブが存在したが、1995年（平成7年）に登場したムーヴにDOHC12バルブ仕様が登場した。1998年（平成10年）には可変バルブ（DVVT）を採用したEF-VE型（DOHC12バルブ）、および直動式バルブ（非ロッカーアーム機構）・S字型クロスフローを採用したEF-SE型（SOHC6バルブ）が登場している。更に2002年（平成14年）には直噴のEF-VD型が登場している。
EF-ZL型（後にEF-VE型に改称）をベースとしてボア・ストロークを拡大し、1,000 ccとしたエンジンが、ストーリア（OEM版のトヨタ・デュエットを含む）、YRV、ミラジーノ1000等に搭載されたEJ型である。
エンジンに組み合わされるトランスミッションは、4速MT、5速MT、副変速機付4速MT、副変速機付5速MT、3速AT、4速AT、CVTがあった。
20年以上にわたる生産により、インタークーラー・ターボ付き、DOHC、直噴エンジン、ハイブリッド、CNG仕様など、バリエーションは多岐に渡る。
2023年（令和5年）12月20日、ダイハツ工業はEF型エンジンの認証試験で不正が行われていた事実を発表した。特にZL型及びGL型ではエンジン出力の向上等を目的としインテークマニホールドの空気通路を研磨する、シリンダーヘッドの下部を面研磨して燃焼室の容積を縮減、スロットルボディのボア径を拡張する、作動角が大きいカムシャフトを特注し使用する、シリンダーヘッドの吸気側及び排気側のポートを研磨する、ハイオクガソリンの使用、（EF-ZLエンジンが搭載された車種について）EFIのロムの書き換えといった量産時には行わない加工等を行った上で試験を実施していたことが認定されている。当時のカタログ等で「NAクラストップの性能・低燃費&低エミッション」を謳っていながら、いわゆる「フルチューン」状態で試験を行ってやっとカタログ上のスペックを実現しており、量産車の性能はこれを大幅に下回る性能と推測されている。

## 系譜
- AB型（1975年-1985年、ここまで水冷直列2気筒）→EB型（1985年-1990年、これより水冷直列3気筒）→EF型（1990年-現在、660cc）→KF型（2005年-現在）
- EF型（660cc）→EJ型（1998年-2004年、1,000ccにボアアップ）→KR型（2004年-現在）

## バリエーション・搭載車種

### 旧660cc規格車用

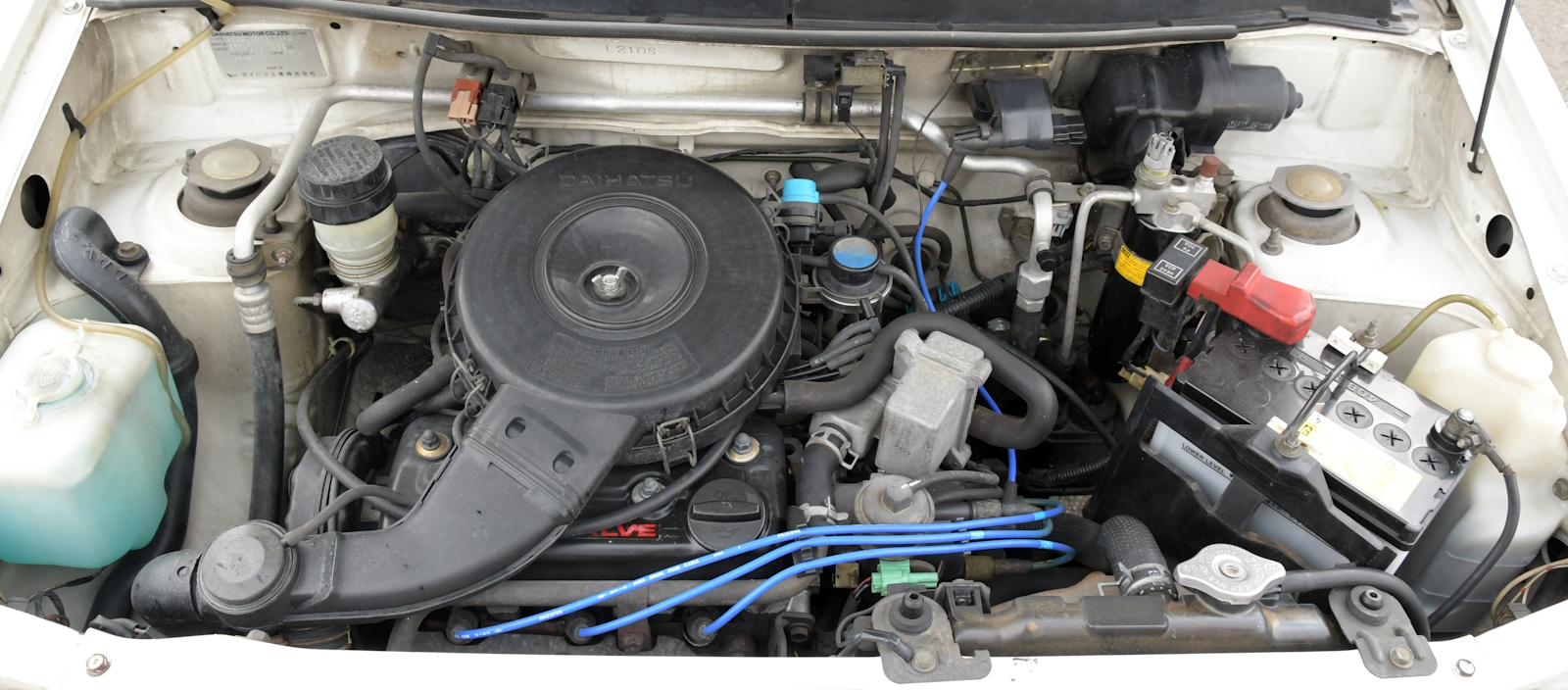
EF-HL

以下、ターボ表記のないものはすべて自然吸気（NA）
- EF-CL - SOHC6バルブ・キャブレター・NA
  - ミラ（L200S、L200V、L210V、L500V、L510V）
  - プロドゥア・カンチル（660ccモデル）
- EF-CS - SOHC6バルブ・キャブレター
  - ハイゼット（S82P、S82C、S83P、S83C）
- EF-CK - SOHC6バルブ・キャブレター
  - ミゼットII（K100P、K100C）
- EF-NS - SOHC6バルブ・キャブレター
  - ハイゼット（S82V、S83V、S100V、S100P、S100C、S110V、S110P、S110C）
  - アトレー（S82V、S83V）
- EF-FL - SOHC6バルブ・キャブレター
  - ミラ（L500S）
- EF-KL - SOHC6バルブ・EFI
  - ミラ（L200S）
  - オプティ（L300S）
- EF-XL -  SOHC6バルブ・キャブレター・インタークーラー・ターボ
  - ミラ（L200V）
- EF-XS - SOHC6バルブ・キャブレター・インタークーラー・ターボ
  - アトレー（S82V、S83V）
- EF-TS - SOHC6バルブ・EFI・インタークーラー・ターボ
  - アトレー（S82V、S83V、S120V、S130V）
- EF-HL - SOHC12バルブ（マルチバルブ化）・キャブレター
  - ミラ（L200S、L210S、L220S）
  - リーザ（L111S）
- EF-EL - SOHC12バルブ・EFI
  - ミラ（L200S、L210S、L210V、L500S、L510S）
  - オプティ（L300S、L310S）
- EF-ES - SOHC12バルブ・EFI
  - ハイゼット（S82V、S83V、S100V、S110V）
  - アトレー（S82V、S83V）
- EF-JL - SOHC12バルブ・EFI・インタークーラー・ターボ
  - ミラ（L200S、L210S、L220S、L500S、L510S）
  - リーザ（L111S）
  - リーザスパイダー（L111SK）
- EF-GL - DOHC12バルブ・電子制御キャブレター
  - ミラ（L500S）
  - ムーヴ（L600S）
- EF-GS - DOHC12バルブ・電子制御キャブ
  - ハイゼット（S100V、S100P、S110V、S110P）　
  - アトレー（S120V、S130V）
- EF-ZL - DOHC12バルブ・EFI
  - ミラ（L500S、L510S）
  - オプティ（L300S、L310S）
  - ムーヴ（L600S、L610S）
- EF-RL - DOHC12バルブ・EFI・インタークーラー・ターボ
  - ミラ（L500S、L510S）
  - ムーヴ（L600S、L610S）
- EF-RS - DOHC12バルブ・EFI・インタークーラー・ターボ
  - アトレー（S120V、S130V）

### 現行規格車用
全て、平成10年アイドリング規制に適合
- EF-SE - 直動式SOHC6バルブ・EFI
  - L700系、L250系ミラ
  - L800系オプティ
  - L900系ムーヴ
  - S200・S320系ハイゼット（2WD／4WD車の各5MT仕様の下位グレードのみ）
  - K100系ミゼットII（K100P、K100C）
- EF-VE- DVVT付DOHC12バルブ・EFI

　ミラ、ハイゼットにはエコ車両に搭載されるCNG仕様もある。
- - L700系・L250系ミラ
  - L800系オプティ
  - L900系・L160系ムーヴ
  - L750系ネイキッド
  - L950系MAX
  - S220・S320系アトレー
  - S200・S320系ハイゼット

　2WD／4WD車の各AT仕様全車、2WD／4WD車の各5MT仕様の上位グレードに搭載
　ハイゼットハイブリッドのガソリンエンジン型式はEF-VE、電動機形式はM1
- - L350系タント
  - L550系ムーヴラテ
  - L650系ミラジーノ
  - プロドゥア・ビバ（660ccモデル）
- EF-DEM- DOHC12バルブ・EFI・ライトプレッシャーターボ
  - J111系テリオスキッド
  - J111系テリオスルキア
- EF-DET - DOHC12バルブ・EFI・インタークーラー・ターボ
  - L700系・L250系ミラ
  - L700系ミラジーノ
  - L800系オプティ
  - L900系・L150系ムーヴ
  - J111系テリオスキッド
  - L750系ネイキッド
  - L950系MAX
  - S220・S320系アトレー
  - S200・S320系ハイゼット
  - L350系タント
  - L550系ムーヴラテ
- EF-VD - DVVT付DOHC12バルブ・直噴
  - L250系ミラ

## 主要諸元
|                   |        | 最大出力 (JISネット値) | 最大出力 (JISネット値) | 最大出力 (JISネット値) | 最大トルク | 最大トルク | 最大トルク | 最大トルク | 圧縮比 | 燃料供給装置 | 搭載車種 | 備考               |
| PS                | kW     | rpm                    | kgm                    | Nm                     | lbft       | rpm        |            |            | 圧縮比 | 燃料供給装置 | 搭載車種 | 備考               |
| ----------------- | ------ | ---------------------- | ---------------------- | ---------------------- | ---------- | ---------- | ---------- | ---------- | ------ | ------------ | --- | ------------------ |
| SOHC 6V           | EF-CL  | 40                     | 29                     | 6,500                  | 5.3        | 52         | 38         | 3,500      | 9.5    | キャブ       | ミラ(L200/210) ミラ(L500V/510V)                                                                                               |                    |
| SOHC 6V           | EF-CS  | 40                     | 29                     | 5,700                  | 5.5        | 54         | 40         | 4,500      | 9.5    | キャブ       | ハイゼット/アトレー(S82/83)                                                                                                   |                    |
| SOHC 6V           | EF-CS  | 38                     | 28                     | 5,600                  | 5.5        | 54         | 40         | 4,000      | 9.5    | キャブ       | ハイゼット/アトレー(S82/83)                                                                                                   |                    |
| SOHC 6V           | EF-VS  | 42                     | 31                     | 5,700                  | 5.6        | 55         | 41         | 4,500      | 9.5    | キャブ       | ハイゼット/アトレー(S82/83)                                                                                                   | 91.09より          |
| SOHC 6V           | EF-ES  | 42                     | 31                     | 6,000                  | 5.7        | 56         | 41         | 3,500      | 10.0   | EFI          | ハイゼット/アトレー(S82/83)                                                                                                   | 92.08より          |
| SOHC 6V           | EF-ES  | 44                     | 32                     | 6,100                  | 5.9        | 58         | 43         | 3,600      | 9.8    | EFI          | ハイゼット(S100/110) アトレー(S120/130)                                                                                       |                    |
| SOHC 6V           | EF-KL  | 42                     | 31                     | 6,800                  | 5.4        | 53         | 39         | 4,400      | 9.5    | EFI          | ミラ(L200/210) ミラ(L500、95.09まで) オプティ(L300/310、98.10まで)                                                            | 92.08より          |
| SOHC 6V           | EF-NS  | 42                     | 31                     | 5,700                  | 5.6        | 55         | 41         | 4,500      | 9.5    | キャブ       | ハイゼット(S100/110) アトレー(S120/130)                                                                                       | 94.01より          |
| SOHC 6V           | EF-FL  | 40                     | 29                     | 6,300                  | 5.3        | 52         | 38         | 3,500      | 9.5    | キャブ       | ミラ(L500S/510S、軽乗用仕様はEF-CL)                                                                                           |                    |
| SOHC 6V           | EF-CK  | 31                     | 23                     | 4,900                  | 5.1        | 50         | 37         | 3,200      | 9.5    | キャブ       | ミゼットII(K100、96.04-99.08)                                                                                                 | 手動チョーク       |
| SOHC 6V           | EF-SE  | 45                     | 33                     | 6,400                  | 5.6        | 55         | 41         | 3,600      | 9.5    | EFI          | ミラ(L700/710) ムーヴ(L900/910) オプティ(L800/810)                                                                            |                    |
| SOHC 6V           | EF-SE  | 48                     | 35                     | 6,400                  | 5.7        | 56         | 41         | 4,800      | 9.5    | EFI          | ミラ(L250/260、2002.12より)                                                                                                   |                    |
| SOHC 6V           | EF-SE  | 43                     | 32                     | 5,900                  | 5.8        | 57         | 42         | 4,000      | 10.5   | EFI          | ハイゼット(S200/210、2002.01まで)                                                                                             | 2002.01からは45 PS |
| SOHC 6V           | EF-SE  | 45                     | 33                     | 5,900                  | 5.8        | 57         | 42         | 3,600      | 9.5    | EFI          | ハイゼット(S200/210、2007.12まで) ハイゼットカーゴ(S320/330)                                                                  |                    |
| SOHC 6V           | EF-SE  | 33                     | 24                     | 4,900                  | 5.2        | 51         | 38         | 4,000      | 9.5    | EFI          | ミゼットII(K100) | 99.08より          |
| SOHC 6V ICターボ  | EF-XL  | 61                     | 45                     | 7,000                  | 8.6        | 84         | 62         | 4,000      | 8.3    | キャブ       | ミラ(L200V、90.03-92.08) |                    |
| SOHC 6V ICターボ  | EF-XS  | 61                     | 45                     | 6,000                  | 8.7        | 85         | 63         | 4,000      | 8.5    | キャブ       | ハイゼット/アトレー(S82/83)                                                                                                   | 91.08まで          |
| SOHC 6V ICターボ  | EF-TS  | 64                     | 47                     | 6,000                  | 8.8        | 86         | 64         | 4,000      | 8.3    | EFI          | ハイゼット/アトレー(S82/83) アトレー(S120/130)                                                                                | 91.08より          |
| SOHC 12V          | EF-HL  | 50                     | 37                     | 7,500                  | 5.3        | 52         | 38         | 4,500      | 10.0   | キャブ       | ミラ(L200/210、90.03-95.01) リーザ(L111、90.08-92.01)                                                                         |                    |
| SOHC 12V          | EF-EL  | 55                     | 40                     | 7,000                  | 5.8        | 57         | 42         | 4,000      | 10.0   | EFI          | ミラ(L200/210、90.03-94.09) ミラ(L500/510、94.08-95.09)                                                                       |                    |
| SOHC 12V ICターボ | EF-JL  | 64                     | 47                     | 7,500                  | 9.4        | 92         | 68         | 4,000      | 8.0    | EFI          | ミラ(L200/210/220、90.03-94.09) ミラ(L500/510、94.08-95.09) リーザ(L111、91.01-92.01) リーザスパイダー(L111SK、91.11-93.08)   |                    |
| DOHC 12V          | EF-GS  | 44                     | 32                     | 5,900                  | 6.0        | 59         | 43         | 4,400      | 10.0   | キャブ       | ハイゼット(S100/110) アトレー(S120/130、96.01-99.01)                                                                          |                    |
| DOHC 12V          | EF-VE  | 58                     | 43                     | 7,600                  | 6.5        | 64         | 47         | 4,000      | 10.5   | EFI          | ミラ、ムーヴ、 タント(L350/360、03.11-07.12)                                                                                  |                    |
| DOHC 12V          | EF-VE  | 48                     | 35                     | 5,900                  | 6.4        | 63         | 46         | 4,000      | 10.5   | EFI          | アトレー(S220/230、99.01-02.01) ハイゼット(S200/210、99.01-02.01)                                                             |                    |
| DOHC 12V          | EF-VE  | 50                     | 37                     | 5,900                  | 6.4        | 63         | 46         | 4,000      | 10.5   | EFI          | アトレー(S220/230、02.01-05.04・MT車) ハイゼット(S200/210/320/330、02.01-07.12・MT車)                                         |                    |
| DOHC 12V          | EF-VE  | 53                     | 39                     | 7,000                  | 6.4        | 63         | 46         | 4,000      | 10.5   | EFI          | アトレー(S220/230、02.01-05.04・AT車) ハイゼット(S200/210/320/330、02.01-07.12・AT車)                                         |                    |
| DOHC 12V          | EF-VE2 | 52                     | 38                     | 6,800                  | 6.3        | 62         | 46         | 4,000      | 11.3   | EFI          | ミラTV (L700、98.12-02.12) | エコノミーCVT      |
| DOHC 12V          | EF-ZS  | 46                     | 34                     | 6,100                  | 6.2        | 61         | 45         | 4,000      | 10.0   | EFI          | ハイゼット(S100/110) アトレー(S120/130)                                                                                       |                    |
| DOHC 12V          | EF-VD  | 60                     | 44                     | 7,600                  | 6.6        | 65         | 48         | 4,000      | 11.0   | EFI          | ミラ(L250、02.12-06.10) |                    |
| DOHC 12V ICターボ | EF-RS  | 64                     | 47                     | 5,900                  | 10.0       | 98         | 72         | 3,500      | 8.5    | EFI          | アトレー(S120/130、97.01-99.01)                                                                                               |                    |
| DOHC 12V ICターボ | EF-DET | 64                     | 47                     | 6,400                  | 10.9       | 107        | 79         | 3,600      | 8.5    | EFI          | ムーヴ(L900/910、98.10-02.10) ネイキッド(L750/760、03.05まで) オプティ(L800/810、98.11-02.07) テリオスキッド/ルキア(J111/131) |                    |
| DOHC 12V ICターボ | EF-DET | 64                     | 47                     | 6,400                  | 10.5       | 103        | 76         | 3,200      | 8.5    | EFI          | タント(L350/360) ムーヴ(L150/160、02.10-06.01) ムーヴラテ(L550/560) ネイキッド(L750/760、03.05-04.04)                         |                    |